# شرابة الحرير صفصافية الأوراق
شرابة الحرير صفصافية الأوراق (الاسم العلمي:Garrya salicifolia) هي نوع من النباتات يتبع جنس شرابة الحرير من فصيلة شرابات الحرير.